# Raigō

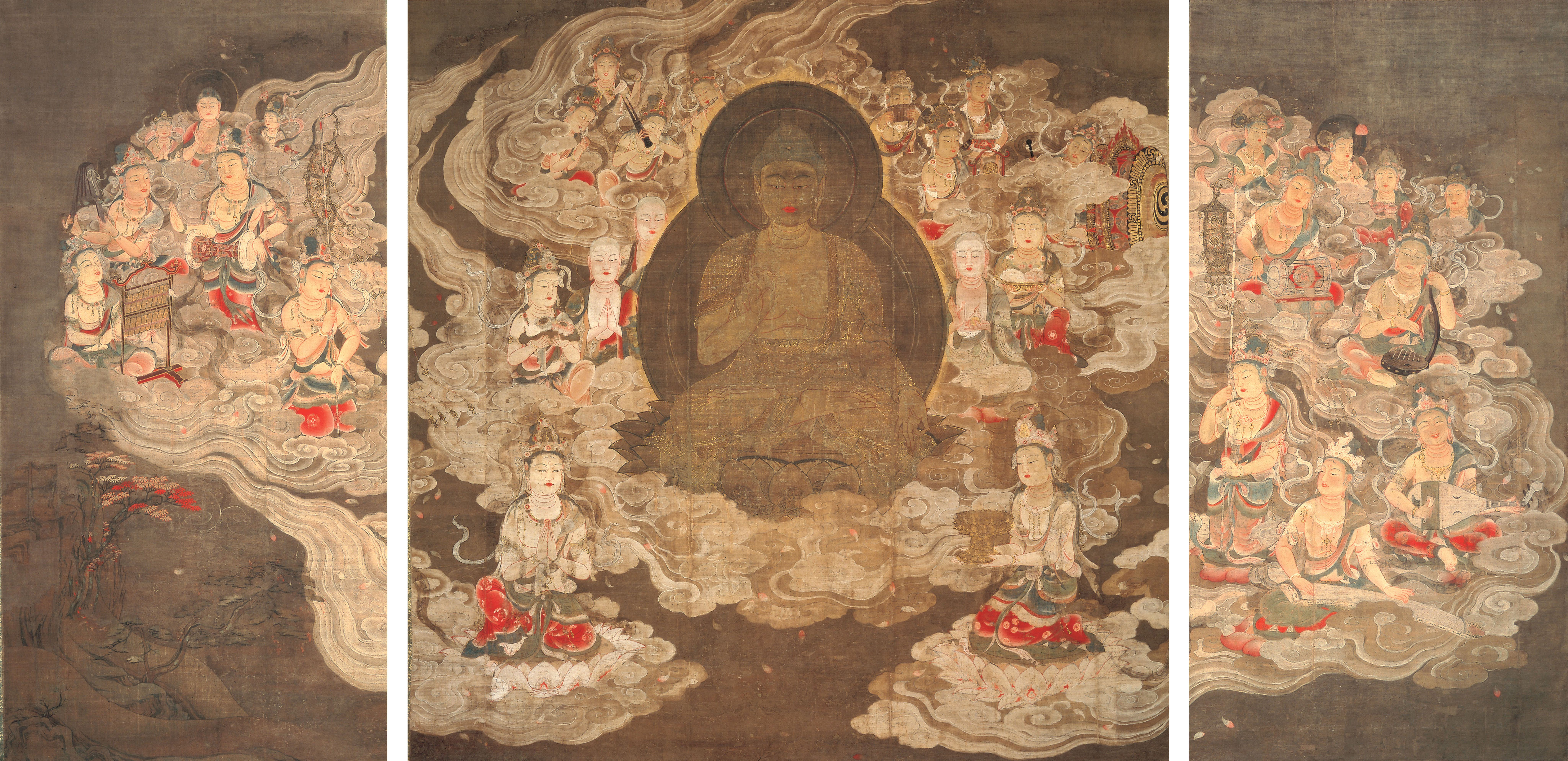
Dipinto di Amida raigō

Un raigō (来迎?, lett. approccio accogliente) è la forma dell'Amida Buddha quando esso appare durante i funerali. Ha dato fondamento a un particolare tipo di pittura giapponese (la raigō-zu) del Buddha accompagnato da bodhisattva. Come un rituale, questo tipo di dipinto è portato dentro la casa da colui che più era affezionato o vicino, parentelamente, al morto.
Tra le classi superiori, dipinti e sculture Raigo furono assai popolari, siccome mostravano l'Amida Buddha discendere in celebrazione dei morti della famiglia colpita dalla disgrazia. Alcuni di questi dipinti sono chiaramente yamato-e, dipinti in cui l'artista ha avuto la possibilità di cimentarsi col paesaggio giapponese